# Тара-Гіллс (Каліфорнія)
Тара-Гіллс (англ. Tara Hills) — переписна місцевість (CDP) в США, в окрузі Контра-Коста штату Каліфорнія. Населення — 5364 особи (2020).

## Географія
Тара-Гіллс розташована за координатами 37°59′37″ пн. ш. 122°19′8″ зх. д. / 37.99361° пн. ш. 122.31889° зх. д. (37.993723, -122.318785).  За даними Бюро перепису населення США в 2010 році переписна місцевість мала площу 1,65 км², уся площа — суходіл.

## Демографія
Згідно з переписом 2010 року, у переписній місцевості мешкало 5126 осіб у 1662 домогосподарствах у складі 1252 родин. Густота населення становила 3100 осіб/км².  Було 1729 помешкань (1046/км²).
Расовий склад населення:
| - 43,2 % — білих - 17,0 % — азіатів - 13,3 % — чорних або афроамериканців - 0,6 % — корінних американців - 0,4 % — вихідців з тихоокеанських островів - 19,9 % — осіб інших рас |

До двох чи більше рас належало 5,8 %. Частка іспаномовних становила 38,0 % від усіх жителів.
За віковим діапазоном населення розподілялося таким чином: 23,9 % — особи молодші 18 років, 63,3 % — особи у віці 18—64 років, 12,8 % — особи у віці 65 років та старші. Медіана віку мешканця становила 36,8 року. На 100 осіб жіночої статі у переписній місцевості припадало 95,2 чоловіків;  на 100 жінок у віці від 18 років та старших — 92,5 чоловіків також старших 18 років.
Середній дохід на одне домашнє господарство  становив 67 035 доларів США (медіана — 57 896), а середній дохід на одну сім'ю — 76 570 доларів (медіана — 73 636). Медіана доходів становила 51 364 долари для чоловіків та 50 886 доларів для жінок. За межею бідності перебувало 12,3 % осіб, у тому числі 11,9 % дітей у віці до 18 років та 10,9 % осіб у віці 65 років та старших.
Цивільне працевлаштоване населення становило 1917 осіб. Основні галузі зайнятості: мистецтво, розваги та відпочинок — 17,1 %, роздрібна торгівля — 16,1 %, освіта, охорона здоров'я та соціальна допомога — 13,5 %.